# Presbyterian Church (U.S.A.)
Die Presbyterian Church (U.S.A.) oder Presbyterianische Kirche (USA) (kurz PC) ist eine protestantische Mainline-Kirche in den Vereinigten Staaten. Sie ist dort die größte presbyterianische Kirche und hatte 2022 rund 1,1 Millionen Mitglieder und 8.705 Kirchen.

## Geschichte
Die Kirche gehört zu den Reformierten Kirchen des Protestantismus, deren Ursprung auf Johannes Calvin zurückgeht. Presbyterianer führen die theologische Tradition des schottischen Reformators John Knox und das Bekenntnis von Westminster fort. Von Großbritannien aus gelangte der Presbyterianismus in die USA.
Die Presbyterian Church entstand 1883 durch die Wiedervereinigung der früheren Presbyterian Church in the United States, dem südlichen Zweig der US-amerikanischen Presbyterianer, und der United Presbyterian Church in the United States of America, dem nördlichen Zweig, die vor dem Bürgerkrieg wegen der unterschiedlichen Stellung zur Sklaverei auseinandergegangen waren.
1956 wurde Margaret Towner als Pastorin der Presbyterianer in den Vereinigten Staaten ordiniert und damit erstmals eine Frau. Seit 2000 ist die Segnung gleichgeschlechtlicher Paare möglich und seit 2014 auch die Trauung gleichgeschlechtlicher Paare.

## Ökumenische Beziehungen
Volle Abendmahlsgemeinschaft wurde mit der Evangelisch-Lutherischen Kirche in Amerika (ELCA), der Reformed Church in America (RCA) und der United Church of Christ (UCC) in der Formula of Agreement vereinbart. Volle Abendmahlsgemeinschaft besteht ebenso mit der Union Evangelischer Kirchen (UEK) in Deutschland und der Christian Church (Disciples of Christ) im Rahmen der ökumenischen Partnerschaft. Auf nationaler Ebene ist die Kirche Mitglied im Nationalen Kirchenrat der USA und in der Kirchengemeinschaft Churches Uniting in Christ. International gehört sie dem Ökumenischen Rat der Kirchen und der Weltgemeinschaft Reformierter Kirchen an.